# Казаново (Дубровский район)
Казаново — деревня в Дубровском районе Брянской области, в составе Рековичского сельского поселения. Расположена в 2 км к юго-востоку от железнодорожной станции Рековичи. Население — 8 человек (2013).

## История
Упоминается с XVII века в составе Подывотского стана Брянского уезда. В XVIII—XIX вв. — владение Бахтиных, Похвисневых, Семичевых, Мальцовых. Входила в приход села Рековичи. С 1861 по 1924 входила в Салынскую волость Брянского (с 1921 — Бежицкого) уезда; позднее в Дубровской волости, Дубровском районе (с 1929). До 2005 года в Рековичском сельсовете (в 1954—1966 временно входила в Давыдченский сельсовет).